# Cacibupteryx
Cacibupteryx — рід птерозаврів родини Rhamphorhynchidae, що існував за пізньої юри, оксфордського віку. Другий птерозавр знайдений в Кубі.

## Опис
Рамфоринхід характеризований розширенням даху черепа (за рахунок лобної й тім‘яної кісток); майже круглою формою очних ямок із дещо більш сплощеною вентральною стінкою; розташуванням вентральної стінки орбіти на рівні з зубним рядом; наявністю жолобка на частині виличної що утворює вентральну частину орбіти; присутністю невеликого отвору на задній стороні крилоподібної кістки.

## Палеоекологія
Формація Jagua, з якої походить Cacibupteryx, утворилась за оксфордського віку юрського періоду неподалік від узбережжя на території Карибського коридору, моря між Північною й Південною Америкою, що за тих часів сполучало води Тетісу і Тихого океану. Територію відкладення формації Jagua населяли рептилії на зразок тих, яких знаходять в інших морських утвореннях юрського періоду, зокрема плезіозавроїдів на зразок криптоклідида Vinialesaurus caroli, черепахи Caribemys oxfordiensis, офтальмозаврових іхтіозаврів, крокодиломорфів метриоринхідів а також середньорозмірного пліозавра. Місцеву екосистему вочевидь підтримували представлені у величезній кількості й різноманітті кісткові риби, що могли також складати раціон птерозаврів двох видів.